# 赤杨叶属
赤杨叶属（学名：Alniphyllum）是安息香科下的一个属，为乔木或灌木植物。该属共有3种，分布于印度、越南和中国南部各省。

## 下级分类
- 滇赤杨叶 Alniphyllum eberhardtii
- 赤杨叶 Alniphyllum fortunei
- 台湾赤杨叶 Alniphyllum pterospernum